# Union sportive beaurepairoise
Maillots
L'Union sportive beaurepairoise est un club omnisports basé à Beaurepaire (4 000 habitants), dans l’Isère. 
Sa section de rugby à XV, qui appartient au comité du Lyonnais, qui a évolué en Deuxième division fédérale (Fédérale 2) et depuis la saison 2022-2023 en Fedérale 3 de la Ligue régionale Auvergne-Rhône-Alpes.

## Histoire
Fondé le 17 septembre 1908, l'USB se distingue d'abord dans les championnats régionaux. Il atteint la première fois la troisième division dans les années 70, puis la deuxième division en 1981. En 1999, il voit arriver l'ancien international Marc Cécillon qui reste au club pendant quatre ans comme entraîneur-joueur, s'occupant notamment des juniors. Le club accède à la Fédérale 1 en 2002. 
Pendant 7 saisons, le club défendra ses couleurs dans cette division avec même une qualification en Jean Prat et un titre de champion de France pour l'équipe réserve acquis en 2007, avant de redescendre en Fédérale 2 à l'issue de la saison 2008-2009.
À l'issue de la saison 2017-2018 l'USB se classe 12e et dernier de la poule 5 de fédérale 3 et est relégué en division honneur de la Ligue régionale Auvergne-Rhône-Alpes pour la saison suivante.
En décembre 2019 le président Benbakir installe l’éclairage au stade : un renouveau pour le club.

## Palmarès
- Champion du Lyonnais
  - Honneur : 1970
  - Troisième Série : 1948
  - Cinquième Série : 1931
- Champion de France
  - Nationale B (équipe réserve): 2007

## Personnalités du club

### Équipe dirigeante
- Présidents : Stéphane Giraud et Denis France
- Vice-Présidents : Bernard Meret, William Biga
- Entraîneurs : Mickael Chenavier, Benjamin Ollivier
- Secrétaire Général : Bernard Frandon

### Joueurs emblématiques
- Marc Cécillon
- Olivier Milloud
- Pascal Peyron
- Julien Frier
- Xavier Fiard
- Miroslav Nemecek
- Benjamin Ollivier
- Dan Dumitru